# Tranvía de Szczecin
La Red de Tranvías de Szczecin consiste en once líneas diurnas (las nocturnas dejaron de funcionar en 1996), y la línea turística 0 cuyo recorrido se realiza con vehículos históricos. La longitud total de la red es de más de 110km, con un ancho de vía de 1435 mm. Las líneas diurnas son operadas por la compañía Tramwaje Szczecińskie (Tranvías de Szczecin) en nombre de la ZDiTM (Zarząd Dróg i Transportu Miejskiego; Administración de Transporte público y por carretera), y la línea turística es operada por la Asociación de aficionados del Transporte Público de Szczecin.

## Tranvías

### Modernos
| Tipo de tranvía    | En uso desde       | Número de unidades      |
| ------------------ | ------------------ | ----------------------- |
| Konstal 105N       | 1975               | 70                      |
| Konstal 105Na      | 1981               | 61                      |
| Konstal 105Np      | 1994               | 2                       |
| Konstal 105Ng/S    | 2000               | 12                      |
| Konstal 105N2K/S   | 2001               | 20                      |
| 105N/S/HF/09       | 2008               | 2 (incl. 105ND/S/HF/09) |
| Tatra KT4D         | 2006               | 21                      |
| Tatra T6A2D        | 2008               | 32                      |
| Todas las unidades | Todas las unidades | 221                     |

### Históricos
| Tipo de tranvía    | Años en producción | 'Número de unidades |
| ------------------ | ------------------ | ------------------- |
| Nordwaggon Bremen  | 1926               | 1                   |
| Düwag GT6          | 1958               | 1                   |
| Düwag B4           | 1957–1960          | 2                   |
| Konstal N          | 1954               | 1                   |
| Konstal 4N         | 1956–1962          | 2                   |
| Konstal 4ND        | 1958               | 1                   |
| Konstal 102Na      | 1971–73            | 3                   |
| Todas las unidades | Todas las unidades | 8                   |

## Líneas
|  | Línea                                          | Longitud |
|  | ---------------------------------------------- | -------- |
|  | Głębokie ↔ Potulicka                           | 9,4 km   |
|  | Dworzec Niebuszewo ↔ Turkusowa                 | 11,5 km  |
|  | (Zajezdnia Pogodno) – Las Arkoński – Pomorzany | 8,7 km   |
|  | Krzekowo ↔ Pomorzany                           | 7,7 km   |
|  | Krzekowo ↔ Stocznia Szczecińska                | 7,6 km   |
|  | Gocław ↔ Pomorzany                             | 10,9 km  |
|  | Krzekowo ↔ Turkusowa                           | 14,1 km  |
|  | Gumieńce ↔ Turkusowa                           | 13 km    |
|  | Głębokie ↔ Potulicka                           | 8,9 km   |
|  | Las Arkoński ↔ Gumieńce                        | 9,5 km   |
|  | Ludowa ↔ Pomorzany                             | 8,7 km   |
|  | Dworzec Niebuszewo ↔ Pomorzany                 | 6,9 km   |

- Datos: Q906594
- Multimedia: Trams in Szczecin / Q906594